# 帕尔马斯 (托坎廷斯州)
帕尔马斯是巴西托坎廷斯州的首府和最大城市，位于巴西地理的中心位置，亚马逊雨林的边缘地带，平均海拔为230米，处在托坎廷斯河沿岸，1990年正式定为州府。2011年人口为235,315人。